# 特殊銀行 (日本金融史)
特殊銀行（とくしゅぎんこう）とは、戦前の日本で、長期にわたる設備投資や対外貿易、あるいは併合地政策上の必要性から、特別な法律に基いて設立された政府系金融機関を指す。

## 概要
重化学産業振興を担う日本興業銀行（興銀）・農工業の発展に寄与する日本勧業銀行（勧銀）・国際金融専門の横浜正金銀行・北海道開拓を経済面で援助する北海道拓殖銀行（拓銀）・併合地の中央銀行たる朝鮮銀行（鮮銀）・台湾銀行（台銀）・朝鮮の農工業振興を目的とした朝鮮殖産銀行（殖銀）の7行および全国の府県ごとに置かれた農工銀行が設けられた。
特殊銀行の特徴は以下の二点である。
- 特定の法律を根拠法としている一方、商法に基づく株式会社でもある。
- 債券（金融債）を発行して資金を調達し、長期の投融資を行った。

これらの特殊銀行は、戦後のGHQによる占領政策の中で再編成され、日本興業銀行は長期信用銀行、日本勧業銀行と北海道拓殖銀行は普通銀行として民営化（長期金融部門は日本長期信用銀行となる）。横浜正金銀行は東京銀行に営業を譲渡。その他は閉鎖機関令により解散・清算された（農工銀行は戦前に日本勧業銀行に吸収済）。
なお横浜正金銀行、朝鮮銀行、台湾銀行の清算後の残余財産をもって、日本中央地所（2009年EMCOMリアルティに社名変更。現・PHYLLITE）、日本不動産銀行（1977年に日本債券信用銀行と社名変更）、日本貿易信用（1974年日貿信に社名変更）の3社がそれぞれ設立されている。バブル経済崩壊後、日本債券信用銀行は1998年12月に一時国有化、日貿信も2000年4月に民事再生法適用を申請するなど相次いで経営が破綻した（普通銀行としての北海道拓殖銀行も1998年破綻）。その後日債銀は2000年9月にオリックス、ソフトバンクなどで構成する投資グループの傘下であおぞら銀行として再出発。日貿信も2003年11月に民事再生手続が終結している。